# Tommy Vercetti
Tommy Vercetti (ur. 1951 w Liberty City) – postać fikcyjna, protagonista w grze Grand Theft Auto: Vice City. Był przestępcą, następnie zostając szefem własnej mafii. Głosu użyczył mu Ray Liotta.

## Opis ogólny i początek jego życia
Tommy Vercetti jest członkiem włoskiej mafii Forellich w Liberty City. Pochodzi z dzielnicy Harwood w Liberty City. Jego ojciec pracował w drukarni – Tommy często pomagał swojemu ojcu w czyszczeniu tamtejszego sprzętu. Planował pójść w ślady ojca, co nie wyszło. W niewyjaśnionych okolicznościach trafił do świata przestępczego.
W 1971 roku Sonny Forelli zleca bohaterowi zabicie jednej osoby. Na miejscu okazuje się jednak, że przeciwnicy wiedzieli o tym, że on przybędzie i tak zamiast jednej osoby wzięło się jedenaście. Rozpoczęła się strzelanina, w wyniku której Tommy wybija całą jedenastkę – od tego momentu zaczyna być nazywany Rzeźnikiem z Harwood. Za tę akcję zostaje skazany na 15 lat pozbawienia wolności. Na końcu gry, kiedy Tommy mówi Sonny'emu, że zapłaci on mu za odebrane 15 lat z jego życia, ten mówi, że Tommy te 15 lat odsiedział właśnie za bossa mafii Forellich.

## Historia Tommy’ego Vercettiego

### Z głównej fabuły gry
W 1986 roku Tommy wychodzi z więzienia. Mafia obawiając się kłopotów z tym związanych wysyła go do Vice City, aby ten kupił w tamtejszych dokach narkotyki od Victora Vance'a i jego brata Lance'a. Jednak miejsce okazało się kolejną pułapką – do transakcji dołączyli uzbrojeni, zamaskowani ludzie Ricardo Diaza którzy zabili prawie wszystkich uczestników. Tommy’emu udało się uciec z pomocą Kena Rosenberga, który został jego prawnikiem. Po dotarciu do hotelu, Tommy przeprowadza rozmowę z szefem, podczas której obiecuje, iż odzyska pieniądze i narkotyki. Tommy spotyka różne postacie, które mu pomagają w dowiedzeniu się, dlaczego transakcja nie wypaliła. W tym czasie zaprzyjaźnia się z czarnoskórym Lance’em Vance’em, który w tej transakcji stracił brata. Juan Garcia Cortez, który dla Tommy’ego prowadził prywatne śledztwo nad tym, kto odpowiada za atak w czasie transakcji dowiaduje się, że winowajcą jest Ricardo Diaz – król kokainy w Vice City. Dlatego też Lance próbuje zabić Diaza, lecz ten nie dość, że się broni to dodatkowo jego ludzie łapią go, a potem przetrzymują go i torturują na wysypisku śmieci. Paul Kent informuje bohatera o tym zdarzeniu, dzięki czemu Lance zostaje w porę uratowany, a następnie Tommy i Lance wspólnie zabijają Diaza. Po zabiciu go, Tommy zaczyna powoli budować własne imperium w Vice City. W tym czasie Sonny Forelli – boss jego mafii z Liberty City – telefonuje do niego, będąc coraz bardziej poirytowany, iż Tommy go nie słucha, a także, że nie oddaje mu jego części zysków z udziału w Vice City. Na dodatek pogorszeniu ulegają także stosunki Tommy’ego z Lance'em, który dostaje mniejszą stawkę, niż sobie obiecywali. Powodem takiego obrotu sprawy było zawalenie przez Lance'a sprawy z załatwieniem ochraniania baru w dzielnicy Ocean Beach. W międzyczasie Tommy udziela się w walce etnicznej między Kubańczykami a Haitańczykami, dołącza do gangu motocyklistów i ochrania grupę Love Fist w trakcie ich pobytu w Vice City. Pod koniec gry Tommy musi walczyć z ludźmi swojego byłego szefa, który chce przejąć jego interesy. W końcu Ken Rosenberg zaczyna panikować, ponieważ dowiaduje się, że jego daleki krewny – Sonny Forelli przybywa do Vice City. Tommy w związku z tym przy prawniku oraz wspólniku obmyśla plan oszukania swojego byłego szefa. Zamierzał dać szefowi fałszywe pieniądze wyprodukowane w jego własnej fabryce fałszywych pieniędzy. Plan nie wypala, ponieważ główny bohater zostaje zdradzony przez Lance'a – Sonny mówi, że o wszystkim wiedział od niego, tamten z kolei przeprasza mówiąc To jest Vice City. To jest biznes, po czym Sonny nasyła swoich ludzi, aby przejęli pieniądze. Tommy ucieka i zabija na dachu rezydencji przejętej od Diaza swojego byłego przyjaciela. Następnie rozpoczyna się awantura między Tommym a Sonnym ze swoją obstawą – Tommy w końcu oskarża swojego byłego szefa o odebranie mu 15 lat z jego życia, które mógł spędzić o wiele milej niż w więzieniu. Sonny argumentuje wrobienie Tommy’ego słowami Ależ Tommy, te 15 lat odsiedziałeś za mnie i mówiąc swoim kompanom, że pan Vercetti tego nie zrozumie, rozkazuje go zabić. Tommy zabija Sonny'ego i jego ludzi, a następnie wraz z Kenem Rosenbergiem tworzy nową spółkę. Z czasem jednak Ken trafia na odwyk do Fortu Carson w San Andreas i wtedy Tommy zrywa kontakt z byłym już prawnikiem – w 1992 roku nie odebrał żadnego telefonu ani wiadomości od Kena. Później Ken wspomina go raz przy Carlu Johnsonie w czasie ucieczki z rzeźni w Las Venturas.

### Spoza głównej fabuły gry
Tommy oprócz tego wykupuje m.in. studio filmowe na Prawn Island, słynny w mieście klub Malibu, doki, drukarnię fałszywych pieniędzy oraz firmę taksówkarską „Kaufman Cabs”.

#### Interglobal Films
W studiu filmowym zatrudnia słabo ocenianego reżysera Steve’a Scotta oraz gwiazdę porno Candy Suxxx w celu stworzenia filmu pornograficznego. Udaje się. Film osiąga sukces, Candy Suxxx pozostaje sławna, aż do roku 1992 (o czym świadczą plakaty promujące ten i jej następne filmy, znajdujące się w Grand Theft Auto: San Andreas). Steve Scott dzwoni do Tommy’ego z informacjami o sukcesie filmu, przyszłych nagrodach oraz o tym, że jego ojciec wreszcie zaczął w niego wierzyć i przy okazji dziękuje on za wszystko.

#### Klub Malibu i Phil Cassidy
W przypadku klubu Malibu – najbardziej zyskownego interesu głównego bohatera – losy potoczyły się inaczej. Tommy z pomocą Kena Rosenberga opracowuje plan obrabowania miejskiego banku, który wykonuje przy współpracy z Philem Cassidym, Camem Jonesem i Hilarym Kingiem. Na początku zwerbował Cama Jonesa, którego musiał uwolnić z posterunku policji w Vice Point. Następnie do pracy werbuje Phila Cassidy'ego poprzez wygranie z nim na strzelnicy w Downtown. Na końcu zwerbowany zostaje Hilary King, którego pokonuje on w wyścigu samochodowym. Rozpoczyna się napad i na początku idzie wszystko dobrze. Jednak niestety jeden z pracowników banku włącza alarm i cała grupa posiadająca już pieniądze z sejfu zostaje osaczona przez grupę anty-terrorystyczną. Po zabiciu kilku antyterrorystów wszyscy uciekają, a Hilary, który jeździł ich samochodem wokół banku zostaje zabity. Reszta ucieka (może być tak, że Cam Jones zginie, ale to nie ma wpływu na misję) do domu Cama Jonesa, gdzie cieszą się pieniędzmi. Po napadzie na bank Phil proponuje Tommy’emu możliwość sprzedania dobrej broni. W związku z tym mężczyzna odwiedza dwa razy kolegę z pracy. Na początku pomaga mu zlikwidować konkurencję. Na następnym spotkaniu Phil upity drinkiem o nazwie Boomshine próbuje spowodować wybuch bomby. Na początku zapomina baterii z pilota, więc Phil montuje baterie zapominając o ucieczce – w wyniku tego dochodzi do wybuchu wspomnianej wcześniej bomby i Phil traci rękę. Tommy odwozi go na początku do szpitala, lecz ten życzy sobie odwiezienia do znajomego lekarza. Od czasu tego wypadku Tommy kupuje u Phila broń.

#### Taksówki Kaufmana
Tommy pomaga firmie taksówkarskiej Taksówki Kaufmana m.in. poprzez walkę z konkurencyjnym przedsiębiorstwem taksówkarskim, które, próbując zabić Tommy’ego, używa najnowszej broni – bardzo wytrzymałej taksówki o nazwie Zebra Cab (ang. Taksówka Zebra). Nazwa taksówki odzwierciedla jej wygląd, bowiem taksówka pomalowana jest w czarne pasy. Jednak Tommy unika śmierci i zabija przywódcę konkurencyjnej firmy.

#### Doki
Tommy wykupuje również stocznię w Vice Port, w wyniku czego dwaj mężczyźni – Jethro i Dwaine tracą pracę i w 1992 roku spotykamy ich w mieście San Fierro w stanie San Andreas.

#### Sunshine Autos
Tommy wykupuje również salon samochodowy Sunshine Autos w okolicy Małej Hawany, Vice Port i lotniska międzynarodowego Escobar. Jej poprzednim właścicielem był B.J. Smith, który na początku grał w reprezentacji USA w piłce nożnej, potem zajął się interesami i po akcji w Grand Theft Auto: Vice City powrócił do sportu. B.J. Smith niechętnie sprzedawał salon samochodowy – salon ten był jego pierwszym interesem, poza tym ten teren był idealny dla budowlańców takich jak Avery Carrington. Po wykupieniu salonu Tommy zajął się tam wyścigami samochodowymi oraz sprzedażą kradzionych aut.

#### Drukarnia
Tommy czuje sentyment do drukarni – w końcu w podobnej pracował jego ojciec, któremu pomagał czyścić w dzieciństwie tamtejszy sprzęt. Poza tym planował on pójście w ślady ojca i założenie własnej drukarni, dlatego wykupił drukarnię w Vice City, w dzielnicy Małe Haiti. Na początku planuje drukować jakąś gazetę, lecz pan Earnest Kelly, którego tam zatrudnia proponuje lepszy pomysł – drukowanie fałszywych pieniędzy. Oprócz tego pan Kelly informuje również o istnieniu Syndykatu Fałszerzy działającego na terenie Florydy. Tommy w związku z tym jedzie do Paula Kenta po informacje – dowiaduje się, że Syndykat ma swoją siedzibę w porcie Vice City. Jedzie tam i zdobywa informacje o najbliższym transporcie matrycy pieniędzy, które wykrada dla swoich celów.